# Samuel Lincoln
Samuel Lincoln (* August 1622 in Hingham, Norfolk, England; † 26. Mai 1690 in Hingham, Massachusetts Bay Colony) war ein Engländer und Vorfahre vieler wichtiger politischer Persönlichkeiten der Vereinigten Staaten, darunter Präsident Abraham Lincoln, der Gouverneur von Maine, Enoch Lincoln, Levi Lincoln senior sowie Levi Lincoln junior. Samuel Lincoln gilt als der Vater des prominenten  Zweigs der Lincolns in den Vereinigten Staaten.

## Leben

### Reise nach Amerika
Samuel Lincoln wurde am 24. August 1622 getauft. Aufgewachsen in ärmlichen Verhältnissen aufgrund eines Familienstreits, bei dem sein wohlhabender Großvater seine früheren Kinder enterbte, wurde er Weberlehrling bei Francis Lawes aus Norwich in England. Samuel Lincolns Vater Edward hatte sein Haus in Swanton Morley in der Nähe von Hingham aufgegeben, nachdem er aus dem Testament seines Vaters Richard gestrichen worden war, und war auf ein kleines Grundstück in Hingham umgezogen. 1637 verließ Lincoln mit Lawes' Familie England in Richtung Nordamerika und begab sich auf ein Schiff namens John & Dorothy. Obwohl die meisten Berichte darauf hindeuten, dass er zu diesem Zeitpunkt 15 Jahre alt war, wurde vermutet, dass er sein Alter falsch angegeben hat, um die Reise unternehmen zu dürfen.
Samuel segelte in die Kolonie Massachusetts, wo sich sein älterer Bruder Thomas (in frühen Aufzeichnungen als „Thomas Lincoln the Weaver“ bekannt, um ihn von mehreren anderen nicht verwandten Thomas Lincolns zu unterscheiden) bereits niedergelassen hatte. Thomas, der sich 1635 in Hingham, Massachusetts, niederließ, erhielt von der Stadt ein Hausgrundstück. Obwohl er zweimal verheiratet war, hatte Thomas keine Kinder. Nach seinem Tod hinterließ er Samuel und seinen Neffen einen großen Teil seines Vermögens, darunter mehrere Grundstücke.

### Leben und Familie in Massachusetts
Samuel Lincoln half beim Bau der Old Ship Church in Hingham. Er heiratete um 1649 Martha Lyford aus Irland, möglicherweise die Tochter von John Lyford, und das Paar hatte elf Kinder, von denen drei im Kindesalter starben, aber drei weitere bis in die Achtzigerjahre hinein lebten. Lincolns ältester Sohn, geboren am 25. August 1650, hieß ebenfalls Samuel. Der vierte Sohn des Auswanderers Samuel Lincoln war Mordecai Lincoln, der Schmied wurde und der Vorfahr von Abraham Lincoln war. Genealogen haben die häufige und wiederholte Verwendung bestimmter biblischer Namen in der Familie Lincoln festgestellt, insbesondere Abraham, Samuel, Isaac, Jacob und Mordechai, eine gängige Praxis unter frühen puritanischen Siedlern in der Massachusetts Bay Colony. Viele spätere Lincoln-Nachkommen, einschließlich des Sohnes des ursprünglichen Auswanderers, wurden in den nachfolgenden Generationen Samuel genannt.
Auch Samuels Mutter gehörte einer Familie an, die seit langem mit der amerikanischen Regierung verbunden ist: den Gilmans aus Exeter (New Hampshire). Samuels Mutter Bridget Gilman war die Tochter von Edward Gilman aus Hingham, Norfolk, dessen Sohn Edward Gilman Jr. nach Hingham, Massachusetts, später nach Ipswich und schließlich nach Exeter auswanderte, wo er und seine Familie prominente Geschäftsleute und gewählte Beamte wurden und später leidenschaftliche Patrioten des Unabhängigkeitskrieges. Nicholas Gilman, ein Unterzeichner der US-Verfassung, war ein Mitglied dieser Familie.
Lincoln starb am 26. Mai 1690 und wurde auf dem Hingham Center Cemetery begraben.

## Gedenkfeier
1937 wurde der 300. Jahrestag von Samuel Lincolns Ankunft in Massachusetts mit der Einweihung einer Tafel in der Old Ship Church in Hingham, Massachusetts, begangen. Präsident Abraham Lincoln wird durch eine Büste in der St Andrew’s Church in Hingham, Norfolk, geehrt, die 1919 in einer Zeremonie vom damaligen amerikanischen Botschafter John W. Davis enthüllt wurde. Samuel Lincolns Vater Edward, der in Hingham, England, blieb, starb am 11. Februar 1640 und wurde auf dem Friedhof der St Andrew’s Church begraben.